# Rinkaby och Horna ängar
Rinkaby och Horna ängar är ett naturreservat vid Hammarsjöns östra strand, direkt väster om Rinkaby, cirka 10 kilometer sydost om Kristianstad. Det skyddade området omfattar en yta på 192,5 hektar, varav 152 hektar land och 40,5 hektar vatten. Den dominerande naturtypen består av betesmarker och strandängar som hävdas genom slåtter.

## Flora och fauna
Området har ett rikt fågelliv, mycket tack vare de restaureringsarbeten som genomfördes i slutet av 1990-talet, vilka gynnade många häckande och rastande vadarfåglar, som änder och gäss. Rödspoven är ett annat konkret exempel på detta då dess antal i reservatet ökade från 1 till 9-10 par. 
Även floran är rik, och inom reservatet finns flera intressanta miljöer som till exempel igenväxande bladvassar, videbuskmarker och en före detta tegelbruksdamm, som man vill bevara och utveckla.
Rinkaby och Horna ängar är främst avsatt för att bevara fågellivet samt den känsliga naturen och är svårtillgängligt för besökare.